# Katinka Wiltenburg
Katinka Wiltenburg (7 de septiembre de 1959) es una deportista neerlandesa que compitió en triatlón y duatlón.
Ganó una medalla de bronce en el Campeonato Mundial de Triatlón de Invierno de 1997, y una medalla de bronce en el Campeonato Europeo de Triatlón de Larga Distancia de 1991. Además, obtuvo una medalla de bronce en el Campeonato Europeo de Duatlón de 1992.

## Palmarés internacional
| Campeonato Mundial | Campeonato Mundial      | Campeonato Mundial | Campeonato Mundial |
| Año                | Lugar                   | Medalla            | Prueba             |
| ------------------ | ----------------------- | ------------------ | ------------------ |
| 1997               | Malles Venosta (Italia) | Medalla de bronce  | Individual         |

| Campeonato Europeo | Campeonato Europeo    | Campeonato Europeo | Campeonato Europeo |
| Año                | Lugar                 | Medalla            | Prueba             |
| ------------------ | --------------------- | ------------------ | ------------------ |
| 1991               | Almere (Países Bajos) | Medalla de bronce  | Individual         |

| Campeonato Europeo | Campeonato Europeo | Campeonato Europeo | Campeonato Europeo |
| Año                | Lugar              | Medalla            | Prueba             |
| ------------------ | ------------------ | ------------------ | ------------------ |
| 1992               | Madrid (España)    | Medalla de bronce  | Individual         |